# Michael Unterbuchner
Michael Unterbuchner (München, 23 mei 1988) is een Duitse dartspeler. Zijn bijnaam is T-Rex.

## Carrière
Unterbuchner bereikte in 2017 de laatste 48 van de Winmau World Masters. In 2018 deed hij voor het eerst mee met het BDO World Darts Championship, waarin hij meteen de halve finale bereikte. Hij was hiermee de eerste Duitser ooit die dit bereikte op een wereldkampioenschap. In de halve finale was Mark McGeeney uiteindelijk met 4-6 in sets te sterk.
In 2018 mocht hij deelnemen aan de Grand Slam of Darts. Hier bereikte hij de kwartfinale, waarin hij ten onder ging tegen Gary Anderson.
In 2020 ging de BDO failliet, waarna Unterbuchner nog een aantal toernooien speelde bij de WDF. In 2021 stapte Unterbuchner over naar de andere dartsbond, de PDC waar hij voor 2021/2022 een Tourkaart wist te winnen door op de EU Q-School zesde te eindigen op de Order of Merit.

## Resultaten op wereldkampioenschappen

### BDO
- 2018: Halve finale (verloren van Mark McGeeney met 4–6)
- 2019: Halve finale (verloren van Scott Waites met 1-6)
- 2020: Laatste 16 (verloren van Scott Mitchell met 0-4)

### WDF

#### World Cup
- 2017: Kwartfinale (verloren van Willem Mandigers met 2-5)
- 2019: Laatste 32 (verloren van Joe Chaney met 2-4)